# شیطون‌های کوچولو جلوی فاجعه را گرفتند
شیطون‌های کوچولو جلوی فاجعه را گرفتند (انگلیسی: The Little Rascals Save the Day) یک فیلم کمدی ویدئویی به کارگردانی آلکس زم است که در سال ۲۰۱۴ منتشر شد.

## بازیگران
| بازیگر         | نقش          | یادداشت‌ |
| -------------- | ------------ | ------- |
| دوریس رابرتس   | مارگارت مان  |         |
| جنا اورتگا     | مری آن جکسون |         |
| گرگ گرمن       |              |         |
| فرنچ استوارت   |              |         |
| باگ هال        |              |         |
| برایان استپانک |              |         |
| میندی استرلینگ |              |         |
| رابرت تورتی    |              |         |